# Mike Wallace
Myron Leon "Mike" Wallace (9. května 1918 – 7. dubna 2012) byl americký žurnalista, herec a mediální osobnost. Vyhrál 21 televizních cen Emmy.

## Život
Narodil se v rodině židovských přistěhovalců z Ruska. Vystudoval novinařinu na Univerzitě v Michiganu. Absolvoval roku 1939. Poté pracoval v rozhlase, zejména v Detroitu a Chicagu. V 50. letech přešel do televize. V roce 1958 začal pracovat pro ABC. V roce 1963 nastoupil do televize CBS. Od roku 1968 byl na této stanici moderátorem pořadu 60 minut. Časem se specializoval na rozhovory. Často byl při rozhovoru útočný a dle svých vlastních slov "balancoval na pomezí sadismu a zvědavosti". Pět sezón v 70. letech byl tento pořad nejsledovanějším v americké televizi.
Jeho kariéru ovlivnila aféra z roku 1982, kdy generál William C. Westmoreland, velitel amerických vojsk ve Vietnamu v letech 1964-1968, zažaloval CBS kvůli tvrzení v jedné z reportáží, že během vietnamské války falšoval odhady síly nepřítele. Časem se ukázalo, že Wallace a CBS naletěly svému zdroji. Začala dvouletá soudní tahanice, během níž se Wallace psychicky zhroutil a stal se závislým na antidepresivech. Dokonce se pokusil o sebevraždu. Vrátil se však na obrazovky a moderátorem 60 minut byl až do roku 2006, kdy ve svých 88 letech odešel do důchodu. Výjimečně se několikrát vrátil na obrazovku, například aby udělal rozhovor s íránským prezidentem Mahmúdem Ahmadínedžádem. Naposledy seděl před kamerou roku 2008.
K jeho blízkým přátelům patřili spisovatelé William Styron a Art Buchwald. Wallaceho nejmladší syn Chris Wallace, je také televizní žurnalista, působí ve Fox News.